# Madonna degli Alberetti
La Madonna degli Alberetti è un dipinto olio su tavola (74x58 cm), di Giovanni Bellini, datato al 1487 e conservato nelle Gallerie dell'Accademia di Venezia.

## Storia
La tavola è firmata e datata 1487 sul parapetto.

## Descrizione e stile
Il gruppo sacro di Maria e Gesù Bambino è rappresentato come un busto in primo piano, sullo sfondo di un tessuto che pende verticalmente e che ricorda gli alti troni con baldacchino allora in voga nelle sacre conversazioni. Ai lati si apre un dolce paesaggio con due alberetti simmetrici che danno il nome tradizionale all'opera. Lo stacco, che ha come prototipo la Madonna di Alzano dello stesso autore, rende più grandioso il gruppo sacro, grazie anche ai contrasti di campiture della ricca gamma cromatica.
Madre e figlio sono avvolti, più ancora che dai gesti, dal dolce e partecipato sguardo di Maria verso il bambino, che varia la tradizionale distanza di sguardi delle opere del decennio precedente. Estremamente dolci sono i volti e i gesti, con particolare virtuosismo nel disegno della mani di Maria. La composizione bilanciatissima è illuminata da un doppio sistema: il gruppo sacro prende una luce incidente anteriormente da sinistra, come dimostra l'ombra della Madonna sul drappo, mentre sullo sfondo la luce si allarga uniformemente e in maniera diffusa.
In primo piano si trova un parapetto in marmo verde dove, come di consueto, si trova la firma dell'artista.